# Тянево (Хасковська область)
Тя́нево (болг. Тянево) — село в Хасковській області Болгарії. Входить до складу общини Симеоновград.

## Населення
За даними перепису населення 2011 року у селі проживали 297 осіб.
Національний склад населення села:
| Національність   | Кількість осіб | Відсоток |
| ---------------- | -------------- | -------- |
| болгари          | 124            | 66,0%    |
| цигани           | 64             | 34,0%    |
| турки            | 0              | 0%       |
| інша             | 0              | 0%       |
| не визначились   | 0              | 0%       |
| Всього відповіли | 188            |          |

Розподіл населення за віком у 2011 році:
Динаміка населення: